# Proprioseiopsis nemotoi
Proprioseiopsis nemotoi är en spindeldjursart som först beskrevs av Ehara och Hiroshi Amano 1998.  Proprioseiopsis nemotoi ingår i släktet Proprioseiopsis och familjen Phytoseiidae. Inga underarter finns listade i Catalogue of Life.